# 戚建波
戚建波（1959年10月—），男，汉族，山东威海人，中国作曲家、歌手，一级作曲，现任中国音乐家协会副主席，山东省文联副主席。第十二、十三届全国政协委员。代表作有《常回家看看》、《中国娃》等。